# فاطمة عمر
فاطمة عمر محمد عمر بطلة العالم في تاريخ رفع الأثقال لذوي الإعاقة، وُلدت في 6 أكتوبر 1973. تتنافس في فئة أقل من 56 كجم. بدأت ممارسة رياضة رفع الأثقال منذ 20 عامًا، واستطاعت أن تشارك في 6 دورات بارالمبية متتالية. نجحت في حصد 4 ميداليات ذهبية في أوليمبياد سيدني 2000 وأثينا 2004 وبكين 2008 ولندن 2012، وحصدت ميداليتان فضيتان في أوليمبياد ريو 2016 وطوكيو 2020، وحصدت أربع ميداليات ذهبية أخرى في بطولة العالم لرفع الأثقال IPC.
تم اختيارها أفضل لاعبة في أكثر من مرة في سجلات اللجنة البارالمبية الدولية عام 2012، صاحبة الرقم العالمي في وزن 56 كجم، ورفعت عمر وزن 142 كجم متقدمة بذلك على النيجيرية لوسي إيجيكي التي رفعت 135 كجم، بينما حلت في المركز الثالث التركية أوزليم بيشيريكلي ورفعت 118 كجم. وكسرت العالمي والأولمبي وسجل باسمها، تعتبر أيقونة رفع الأثقال ليس علي المستوي العربي والأفريقي فقط وإنما علي مستوي العالم.
أحرزت الميدالية الفضية في دمج ميزاني 55 و65 كجم وحطمت رقم عالمي جديد، وهو رقم ميزان 61 كجم مرتين بواقع 134 و141 لوزن الأثقال البارلمبية، بدورة الألعاب الأفريقية بالكونغو 2015. وحصلت على ميداليتها في وزن 69 كجم، ورفعت 144 كجم، بينما حصلت رباعة نيجيرية على الذهبية برفع 148 كجم. ونجحت في الفوز بالميدالية الذهبية لوزن تحت 61 كجم في بطولة كأس العالم لرفع الأثقال الباراليمبي بماليزيا. وتمكنت من رفع ثقل قدره 126 كجم، لتنجح في مواصلة مسيرتها كأحد أبرز الرياضيين في تاريخ اللعبة.

## التاريخ الشخصي
ولدت عمر في القاهرة في مصر عام 1973. عندما كان عمرها عام، أصيبت بشلل الأطفال، مما أدى إلى تلف العمود الفقري. لديها ابنتان.

## مسيرة رفع الأثقال
مثلت عمر بلادها لأول مرة في بطولة العالم لرفع الأثقال IPC في عام 1998، التي أقيمت في دبي. شاركت في وزن 44 كجم، وفازت بالميدالية الذهبية. بعد هذا النجاح، تم اختيارها للمنافسة في دورة الألعاب البارالمبية الصيفية لعام 2000 في سيدني بأستراليا. في دورة ألعاب سيدني، تنافست في وزن 44 كجم، فحصلت على الميدالية الذهبية برفع 109 كجم بتفوقها على لوسي أوجيتشوكو إيجيك من نيجيريا. بعد أربع سنوات في أولمبياد أثينا، انتقلت عمر إلى وزن 56 كجم.وفازت بالذهبية برفع 127.5 كجم.
في ألعاب بكين 2008، تنافست عمر مرة أخرى في وزن 56 كجم. لقد حطمت الرقم القياسي العالمي برفع فوز قدره  141.5 كجم. وفازت بالميدالية الذهبية.
بعد فوزها في بكين، صرحت النيجيرية لوسي إيجيك أنها سترتقي إلى فئة وزن عمر لتحدي في وزن  56 كجم. أدى ذلك إلى مواجهة في الألعاب البارالمبية الصيفية لعام 2012 في لندن مع منافستها من أثينا. كانت إيجيك في الصدارة في الجولة الأولى برفع 135 كجم لكنها لم تكن قادرة على تحسين هذه المحاولة، بينما حسنت عمر سجلها من بكين برفع 142 كجم، مما  يأخذها إلى رابع ميدالية ذهبية.
بعد أربع سنوات، التقت إيجيك وعمر للمرة الثالثة في دورة الألعاب البارالمبية، عندما شاركت كلتهما في دورة الألعاب الأولمبية لعام 2016 في ريو. بعد لندن، غيرت اللجنة البارالمبية الدولية فئات وزن رفع الأثقال لكل من الرجال والنساء، وتنافس الاثنان في فئة 61 كجم. في العام السابق، سجلت أماليا بيريز المكسيكية رقما قياسيا عالميا في وزن 61 كجم برفع 133 كجم، والتي تجاوزتها إيجيك مع أول رفع لها برفع 135 كجم. فشلت عمر في رفع 133 كجم في أول محاولة لها، لكنها نجحت برفع بنفس الوزن في محاولتها الثانية. حسنت إيجيك تقدمها برفعها الثاني، مسجلة بذلك الرقم القياسي العالمي الثاني لها في اليوم برفع وزن 138 كجم. ردت عمر برفع وزن نهائي قدره 140 كجم ، وضعت إيجيك في الميدالية الفضية. لسوء حظ عمر، رفع إيجيك 142 كجم، فحصدت عمر الميدالية الفضية لأول مرة في مسيرتها البارالمبية.

## المنشطات
اتهمت فاطمة بتعاطي أدوية منشطة، وصدر قرار من اللجنة الباراليمبية الدولية بالإيقاف لمدة عامين بناء على علاج خطأ للسيدات تناولته أثناء المشاركة في إحدى البطولات. وفي إطار التنسيق المشترك بين وزارة الرياضة المصرية واللجنة البارالمبية المصرية لحل مشكلة الرباعة، تم إرسال خطاب من اللجنة البارالمبية المصرية إلى المحكمة الرياضية الدولية بسويسرا للتظلم والاستئناف والطعن على القرار الصادر من اللجنة البارالمبية الدولية بشأن اللاعبة، وتم تكليف أحد المحامين ذوى الخبرة الدولية في هذا المجال بمتابعة الملف والمرافعة عن اللاعبة لرفع العقوبة عن الرباعة المصرية.
وقد أنصفتها المحكمة الرياضية وانضمت لتدريبات المنتخب القومي منذ مشاركتها في عام 1997 وحتى 2014. وكانت مشاركتها بدورة الألعاب الأفريقية المشاركة الأولى للرباعة الأوليمبية من بعد إيقافها سنة، وعودتها للعب بسبب اتهامها بتعاطي المنشطات، وقد حصلت على البراءة، وعادت لصالات الأثقال من جديد. ولم تتمكن عمر من المشاركة في أولمبياد ريو دي جانيرو 2016 كونها لم تشارك ببطولة من المؤهلة لتلك البطولة.